# Lepthyphantes notabilis
Lepthyphantes notabilis este o specie de păianjeni din genul Lepthyphantes, familia Linyphiidae, descrisă de Kulczynski, 1887. Conform Catalogue of Life specia Lepthyphantes notabilis nu are subspecii cunoscute.